# Jacob Smith
Jacob Smith est un acteur américain né le 21 janvier 1990 à Monrovia, Californie (États-Unis).

## Filmographie

### Cinéma
- 2005 : Treize à la douzaine 2 (Cheaper by the Dozen 2) : Jake Baker
- 2004 : Troie (Troy) : le messager
- 2003 : Treize à la douzaine (Cheaper by the Dozen) : Jake Baker
- 2002 : Hansel et Gretel (Hansel and Gretel) : Hansel
- 2002 : Apparitions (Dragonfly) de Tom Shadyac : Ben
- 1998 : Nowhere to Go : Steven
- 1998 : Small Soldiers : Timmy Fimple

### Télévision
- 2006: Secrets of a Small Town(série télévisée)  : Peter Rhodes
- 2005: FBI : Portés disparus (série télévisée) : Matt Palmer
- 2003: Miracles(série télévisée)  : Tommy Ferguson
- 2002 : Push, Nevada (série télévisée) : Jeune Jim
- 2001 - 2002 : Deuxième chance (série télévisée) : Jamie Blue
- 2002 : Associées pour la loi (série télévisée) : Justin Rollins
- 2002 : New York, unité spéciale (saison 3, épisode 13) : Phillip Mahue
- 2001 : Becker (série télévisée) : Jared
- 2000 : Le fantôme du cinéma : Brian Riley
- 1999 : L'enfant secret : Adam Cordell
- 1998 : Hyperion Bay (série télévisée) : Boy on Tour
- 1997 : Notre belle famille(série télévisée)  : Kenny
- 1997 : Walker, Texas Ranger (série télévisée) : Ross Sloan
- 1997 : Haute Tension (série télévisée) : Scott Miller
- 1997 : Meego (série télévisée) : Justin
- 1994 - 2000 : La Vie à cinq (série télévisée) : Owen Salinger